# Жигалівка
Жига́лівка — село в Україні,у Іванівській сільській громаді Хмільницького району Вінницької області. До 2020 центр Жигалівської сільської ради. Розкинулось на лівому березі річки Сниводи — лівої притоки Південного Бугу, за 18 км від Калинівки і за 7 км від залізничної станції Холоневська. Населення становить, за останнім переписом населення, 609 осіб.

## Історія
У письмових джерелах Жигалівка вперше згадується у 1795 році. 3 розповідей, які передавались із покоління в покоління, відомо, що засновником цього поселення був Микита Жигалик. Його прізвище дало назву нинішньому селу Жигалівка. У різні часи Жигалівкою володіли княжна Софія Любомирська, офіцер війська польського Іван Борейко. В 1858 році село і землі були передані у володіння сенатора Стефана Сафонова, згодом селом володів його син Олександр. Після реформи 1861 року формально село поміщикам не належало, але навколо були польські землі графів Холоневського (250 десятин) та Сафонова (480 десятин), селянам належало 450 десятин, вони знаходились далеко від села, були не кращими. В 1901 році в селі проживало 1377 чоловік. Нещадна експлуатація, безземелля і малоземелля селян привели до повстання 1905 року, керівниками якого стали бідняки Степан, Василь та Андрій Фалатюки (за це їх вислали до Сибіру).На території Жигалівки 1912 року було збудовано водяний млин.
Детально про період життя в селі Жигалівка кінця XVIII-ст. - початку XX-ст. можна дізнатись із метричних книг, котрі містяться у Державному архіві Хмельницької області та в Центральному державному історичному архіві в м. Київ.
Село Жигалівка, як і багато інших регіонів України, сильно постраждало від Голодомору 1932-1933 років.У цей трагічний період історії України село Жигалівка зазнало великих страждань. Багато мешканців села стали жертвами голоду та недоїдання, що призвело до масових смертей. Необхідні продукти харчування стали недоступними, а колективізація та насильне забирання хліба та інших сільськогосподарських продуктів державою призвели до погіршення ситуації. Умови життя в селі Жигалівка під час Голодомору були надзвичайно складними. Мешканці стикалися з голодом, виснаженням та хворобами, відсутністю допомоги з боку влади та обмеженими можливостями отримання продуктів харчування. Багато людей, особливо діти та літні люди, не змогли пережити цей жахливий період та загинули від голоду. У Єдиному реєстрі жертв Голодомору міститься інформація про двох осіб з Жигалівки: Арап Андрій, селянин-колгоспник (помер у 1933) та Шпорт Г. Ф., дитина (помер(ла) у червні 1933 року, свідок - Сокан Г. О.) В центрі села, поблизу монументу загиблим воїнам в часи Другої світової війни, був встановлений пам'ятник жертвам штучно створеного радянською владою Голодомору українського народу.
Під час Другої світової війни село Жигалівка відіграло свою роль у великому конфлікті. Багато мешканців села вступили до лав Червоної армії. Під час війни село було окуповане нацистськими військами. Ця окупація призвела до появи нових викликів і небезпек, які стали складним випробуванням для мешканців села. Велика кількість жителів села була вбита або взята в полон під час цієї кровопролитної війни, деякі були вивезені на примусові роботи в Німеччинну. В Архівах Арользена міститься інформація принаймні про двох жителів села Жигалівки, котрі були вивезені на примусову роботу до Німеччини. Цими людьми були Нечипорук Ганна Федорівна та Нечипорук Іван Михайлович.
В часи війни в Афганістані, жителі села Жигалівка також брали участь у бойових діях. Громада усвідомлює жертовність односельчан та солідарна у важливості збереження пам'яті про загиблих. Так, 2015-го року на будинку місцевої школи, відбулося урочисте встановлення меморіальної дошки учаснику бойових дій в Афганістані, Нечипоруку Сергію Миколайовичу - випускнику школи, який загинув під час цієї війни. Закінчивши школу Сергій вирішив присвятити себе служінню мистецтву, вступивши на навчання до Тульчинського училища культури. Та не судилося молодому юнаку втілити в життя свої мрії. Повістка до військкомату, а згодом і військова служба в Афганістані розпорядилася по своєму. Під час виконання бойового завдання Нечипорук Сергій Миколайович загинув 18 січня 1984 року.

## Російсько-українська війна
Повномасштабний наступ росії на терени суверенної України 24-го лютого 2022-го року, мав значний вплив і на село Жигалівка. У цей період багато односельців вирішили долучитися до захисту своєї Батьківщини, військової служби та активної участі у волонтерській діяльності мешканці села Жигалівка зрозуміли необхідність оборони територіальної цілісності України і виразили свою готовність прийти на захист своєї країни. Багато молодих людей з села добровільно вступили до Збройних Сил України та інших військових формувань, щоб узяти участь у активних бойових діях. Крім того, багато мешканців села Жигалівка активно займаються волонтерською діяльністю. Вони надають підтримку українським військовим, збирають гуманітарну допомогу, кошти, продукти харчування, медичні засоби та інші необхідні речі для бійців на фронті. Волонтери з села Жигалівка допомагають також вразливим групам населення, які постраждали від війни, забезпечуючи їм необхідну підтримку та допомогу.

## Економіка
Основною галуззю економіки села Жигалівка є сільське господарство. Місцеві мешканці займаються вирощуванням зернових, овочів, винограду та інших сільськогосподарських культур. У селі активно займаються бджільництвом. Одним із ключових підприємств села є ферма, спеціалізована на тваринництві, зокрема на утриманні корів. Ферма використовує сучасні технології та устаткування для забезпечення комфортних умов утримання тварин і максимальної продуктивності. Ферма також забезпечує робочі місця для місцевих жителів, які займаються утриманням тварин, доїнням, обробкою сільськогосподарської продукції та іншими супутніми процесами. Це сприяє розвитку соціально-економічної сфери села та підтримує зайнятість місцевого населення.
У селі Жигалівка функціонує млин, який відіграє важливу роль в економіці села та прилеглих населених пунктів. Млин виробляє мелене зерно і надає послуги з помелу сільськогосподарської продукції, що забезпечує місцевих фермерів та мешканців сусідніх сіл можливістю збагачувати свої культурні рослини та отримувати якісне бророшно для власних потреб. Млин Жигалівки пройшов суттєвий розвиток протягом останніх років. Завдяки сучасному обладнанню та високим технологічним стандартам, млин може забезпечувати якісне помелення зерна з максимальною продуктивністю. Це зробило його привабливим для сусідніх сіл, які почали використовувати його послуги.

## Інфраструктура
За радянських часів у селі розташовувалася центральна садиба колгоспу ім. Чапаєва, за яким було закріплено 1779 га землі, у т. ч. 1273 орної. Господарство зернового й тваринницького напряму, мало млин, майстерні для ремонту сільгосптехніки.
В часи Радянського Союзу працювали восьмирічна школа, клуб, кіностаціонар, бібліотека, медпункт, пологовий будинок, дитячі ясла, функціонувала пекарня.
Нині в селі діє ферма та колгосп, функціонує млин, що забезпечує продукцією навколишні села. Поблизу Сниводи функціонує рибгосп.

## Населення
- 1308 осіб (1970)
- 609 осіб (2001)

## Релігія
У селі розташована церква Святої Параскеви Калинівського благочиння Вінницької єпархії Російської парвославної церкви. У лютому 2023 року громада перейшла до Вінницько-Барської єпархії ПЦУ.

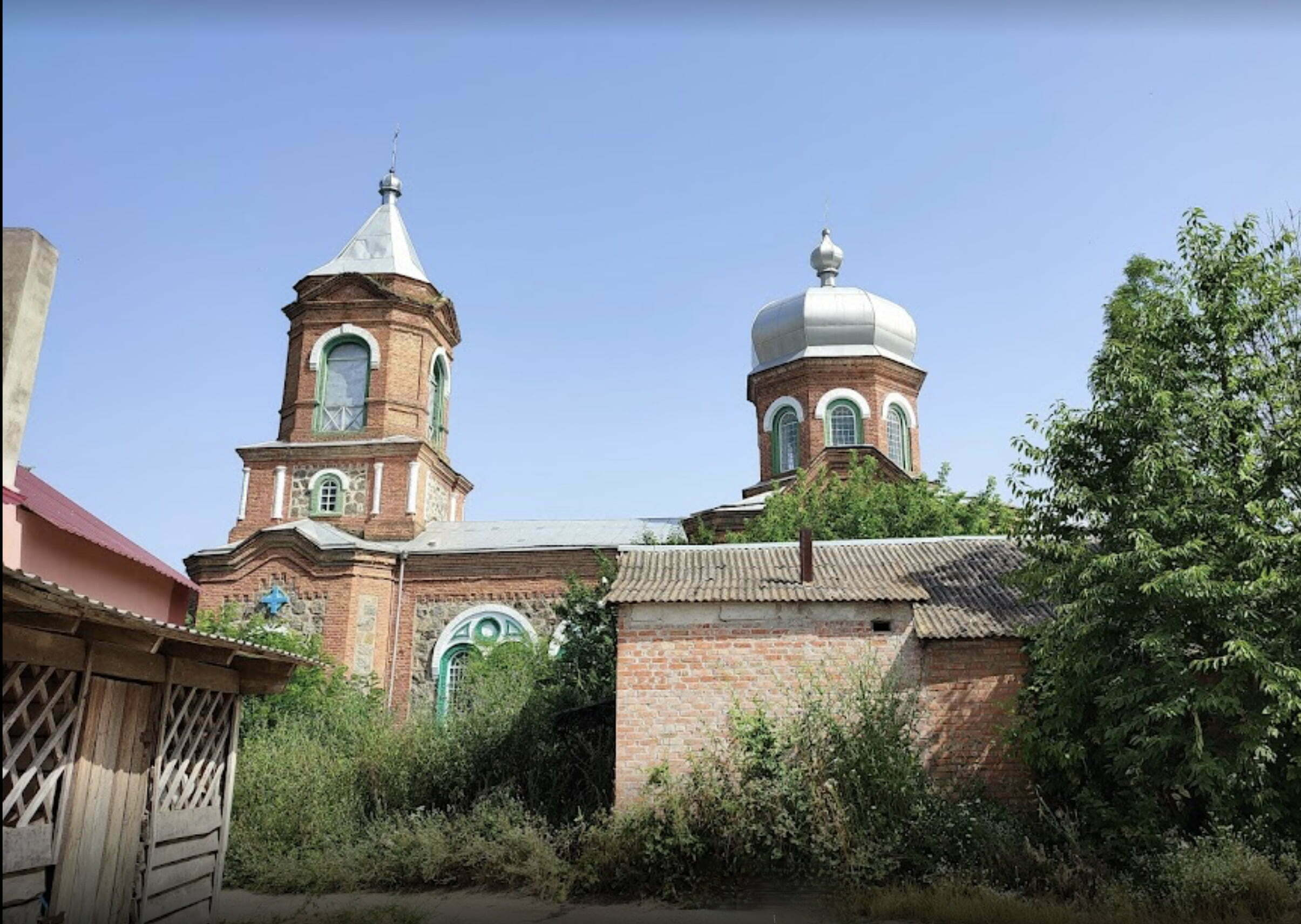
Храм вмц. Параскеви в селі Жигалівка.

## Природа
Село Жигалівка насичене природною красою та розмаїттям ландшафтів. Через село протікає річка Снивода, яка є однією з головних природних артерій регіону.Річка Снивода відтворює прекрасні пейзажі навколишньої місцевості, створюючи живописні місця для відпочинку та розваг. Її береги прикрашають зелені луки та мальовничі ділянки з густими деревами. Річка є важливим джерелом води для сільського господарства та допомагає забезпечувати зрошення полів, сприяючи розвитку сільськогосподарської галузі.
Поля в селі Жигалівка простягаються на горизонті, утворюючи мальовничу панораму. Вони є не лише місцем для випасу корів та різного роду свійських тварин, але й вносять свою унікальну красу у навколишній пейзаж.
Ліси є ще одним важливим компонентом природи села Жигалівка. Вони охороняють природну біорізноманітність, надають притулок різноманітним видам рослин та тварин і сприяють збереженню екологічної рівноваги в регіоні. Ліси також створюють чудові умови для прогулянок, піших та велосипедних прогулянок, дозволяючи мешканцям і відвідувачам насолоджуватися близькістю до природи і відчувати її спокій.

## Культурні та соціальні об'єкти
У селі Жигалівка діють будинок культури, бібліотека (знаходиться на другому поверсі будинку культури), медпункт, пункт приймання-видачі Нової пошти, сільська рада та крамниця, які забезпечують розвиток і благоустрій населення. Традиції української культури і народних звичаїв зберігаються і просуваються через різноманітні заходи, організовані місцевими жителями.

## Галерея

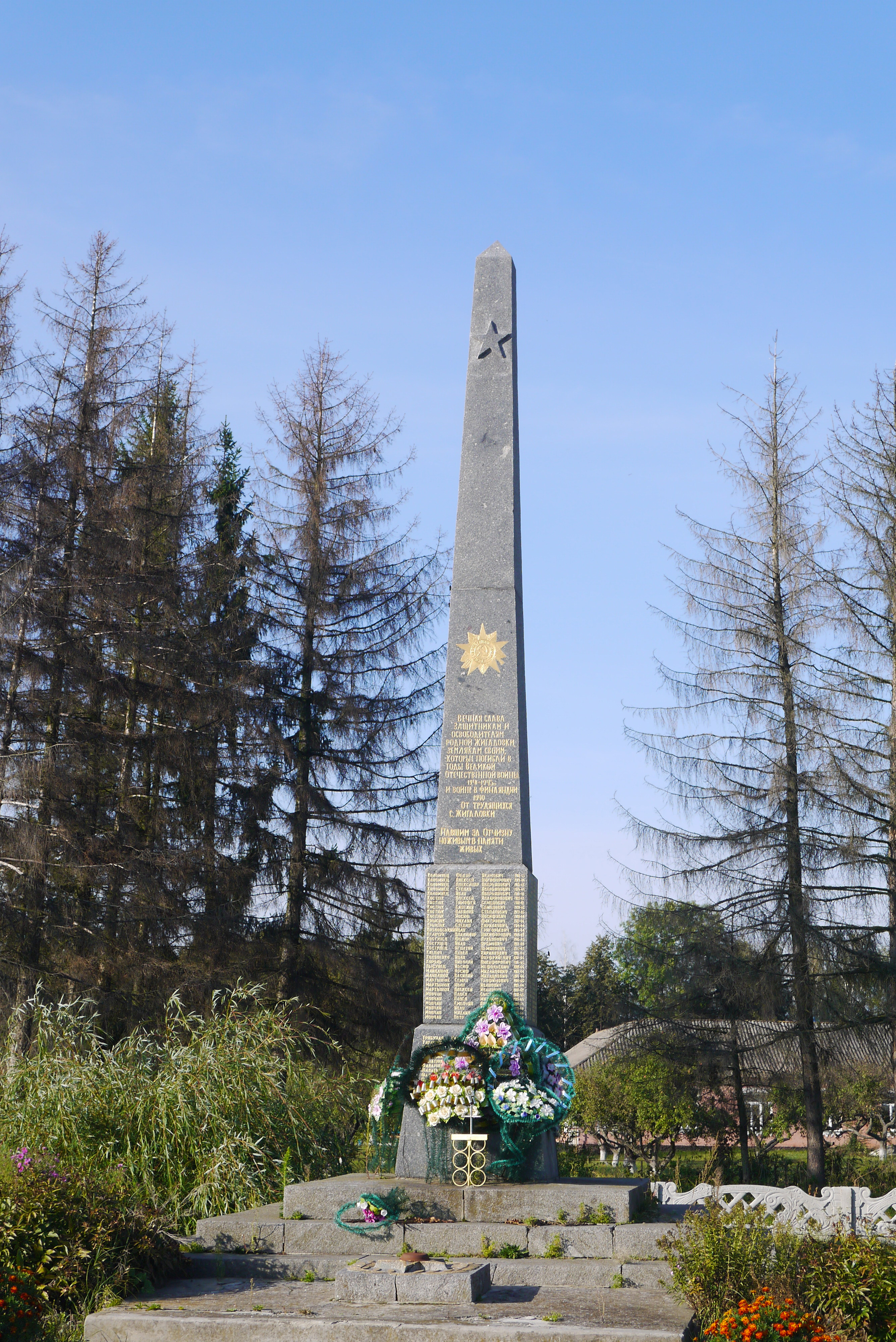
Монумент загиблим воїнам в часи Другої світової війни
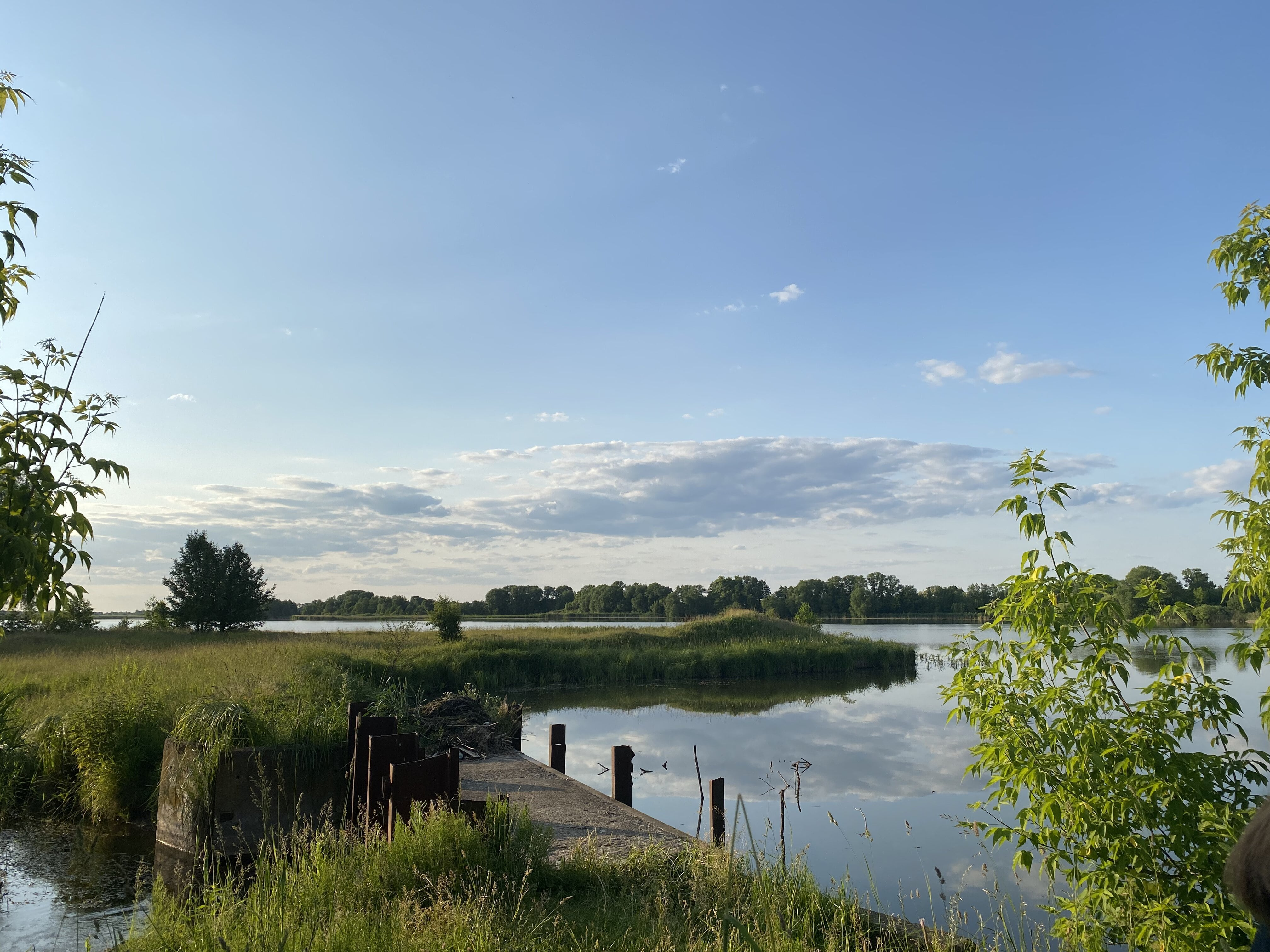
Вид на річку Сниводу
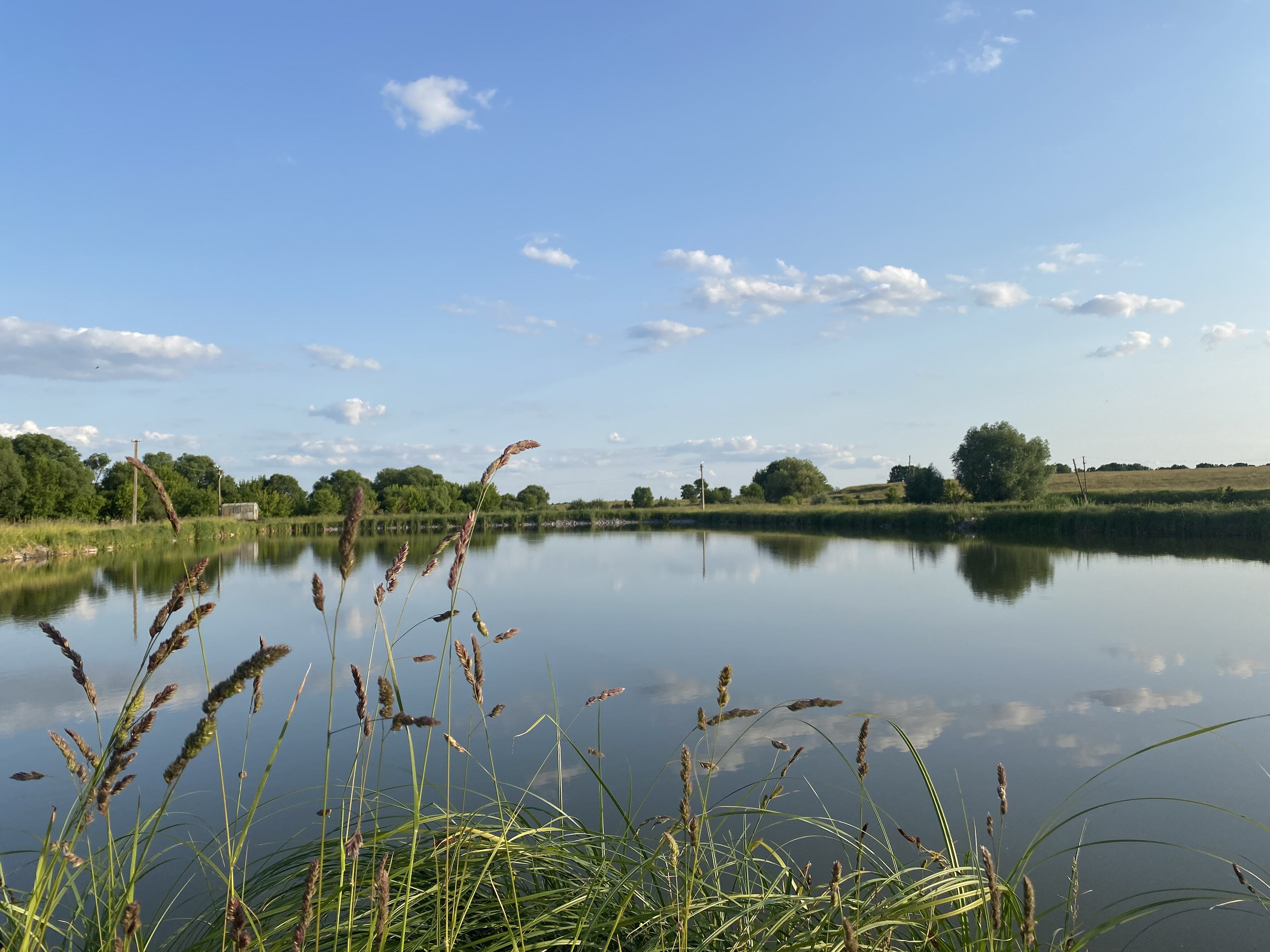
Вид на ставки
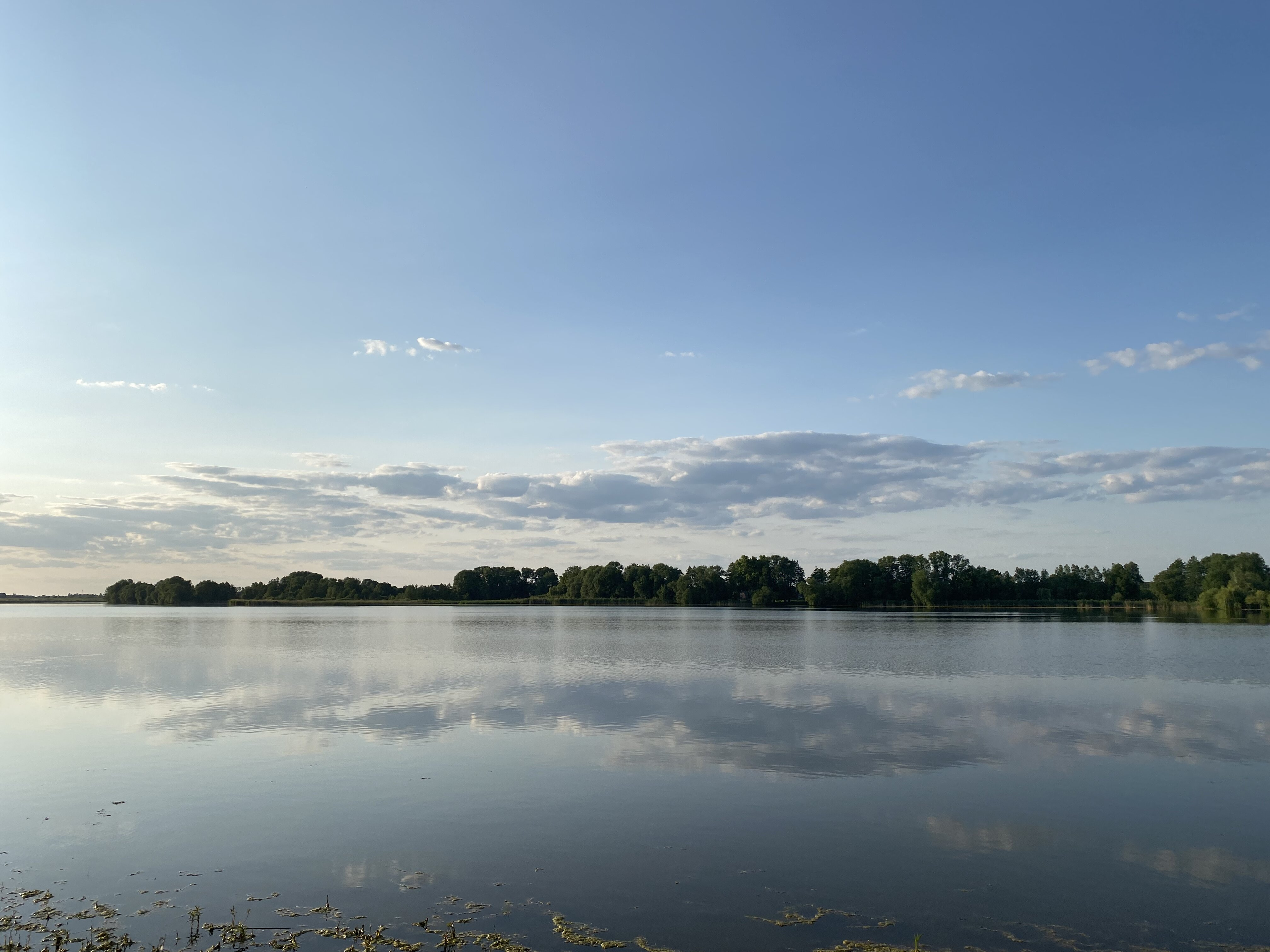
Снивода
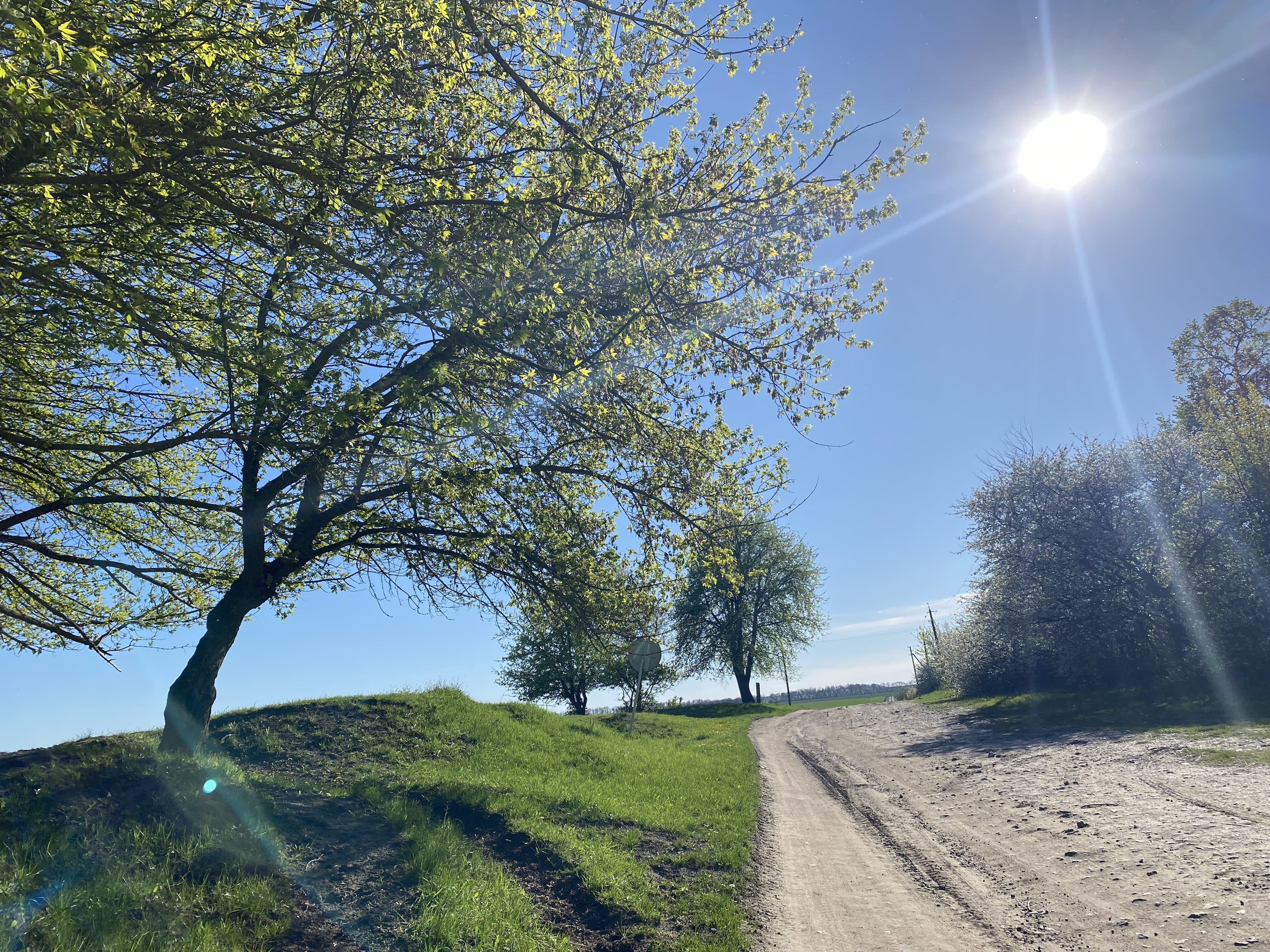
Жигалівська природа влітку
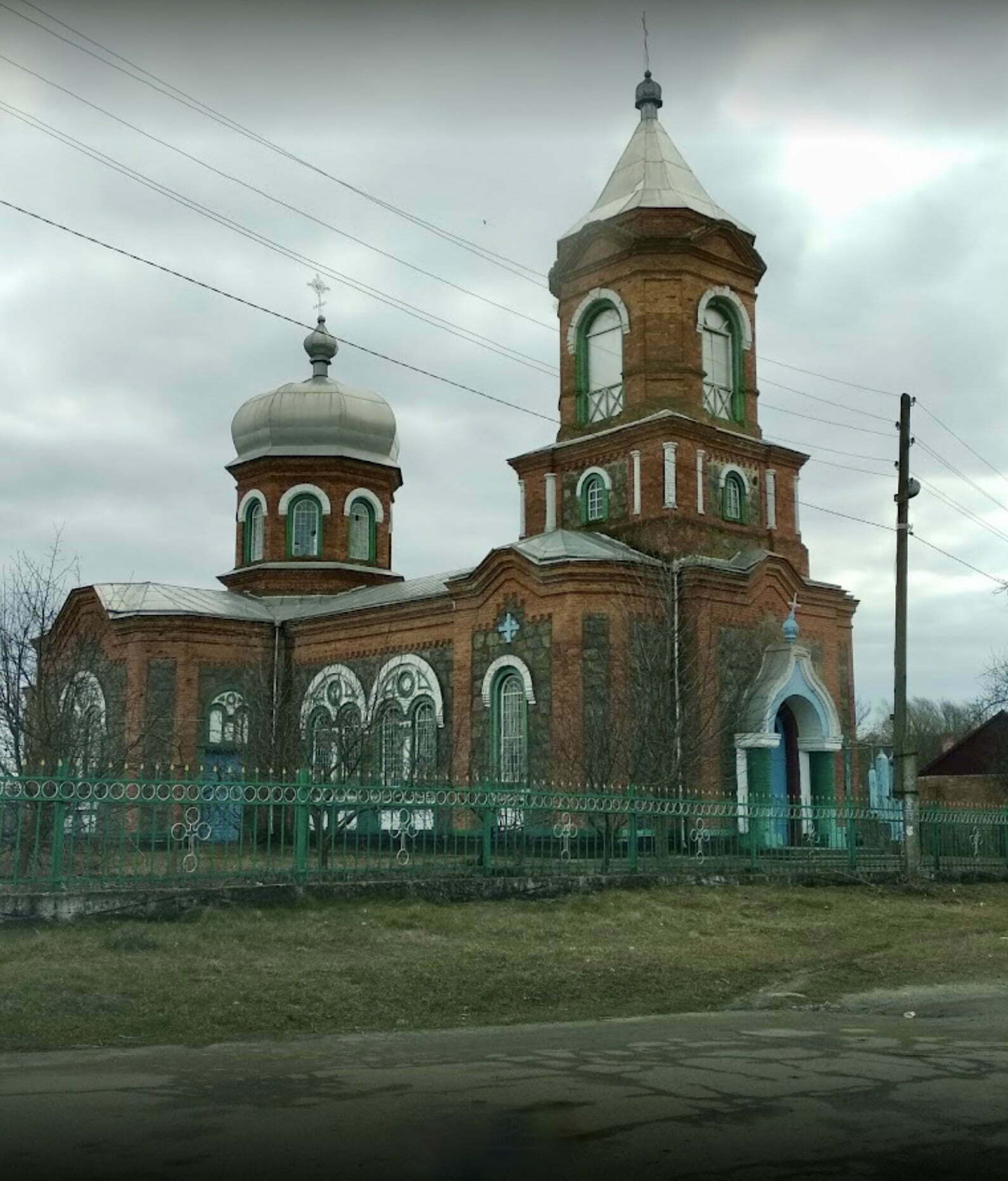
Храм Святої Параскеви в центрі села
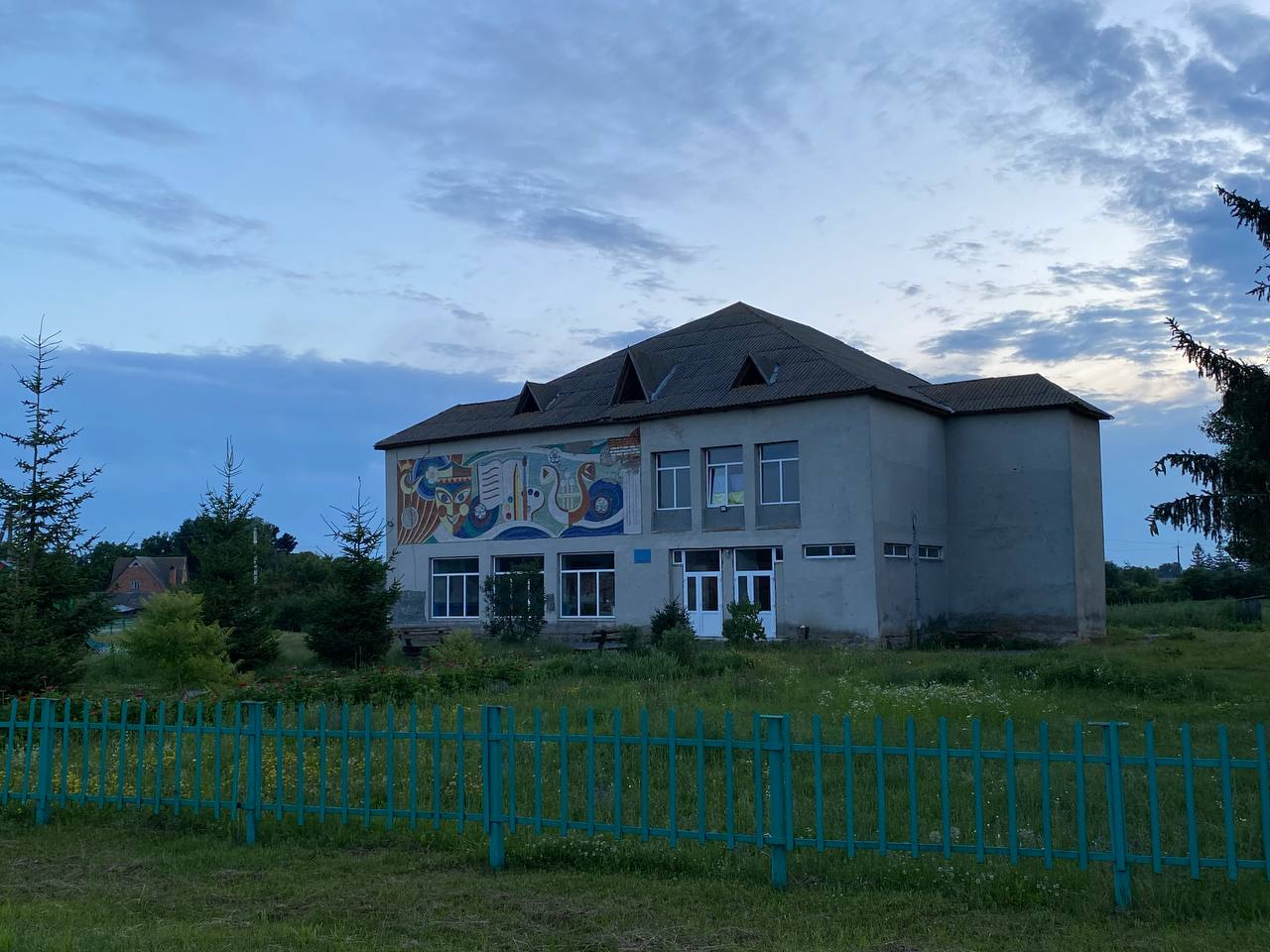
Будинок культури в селі Жигалівка
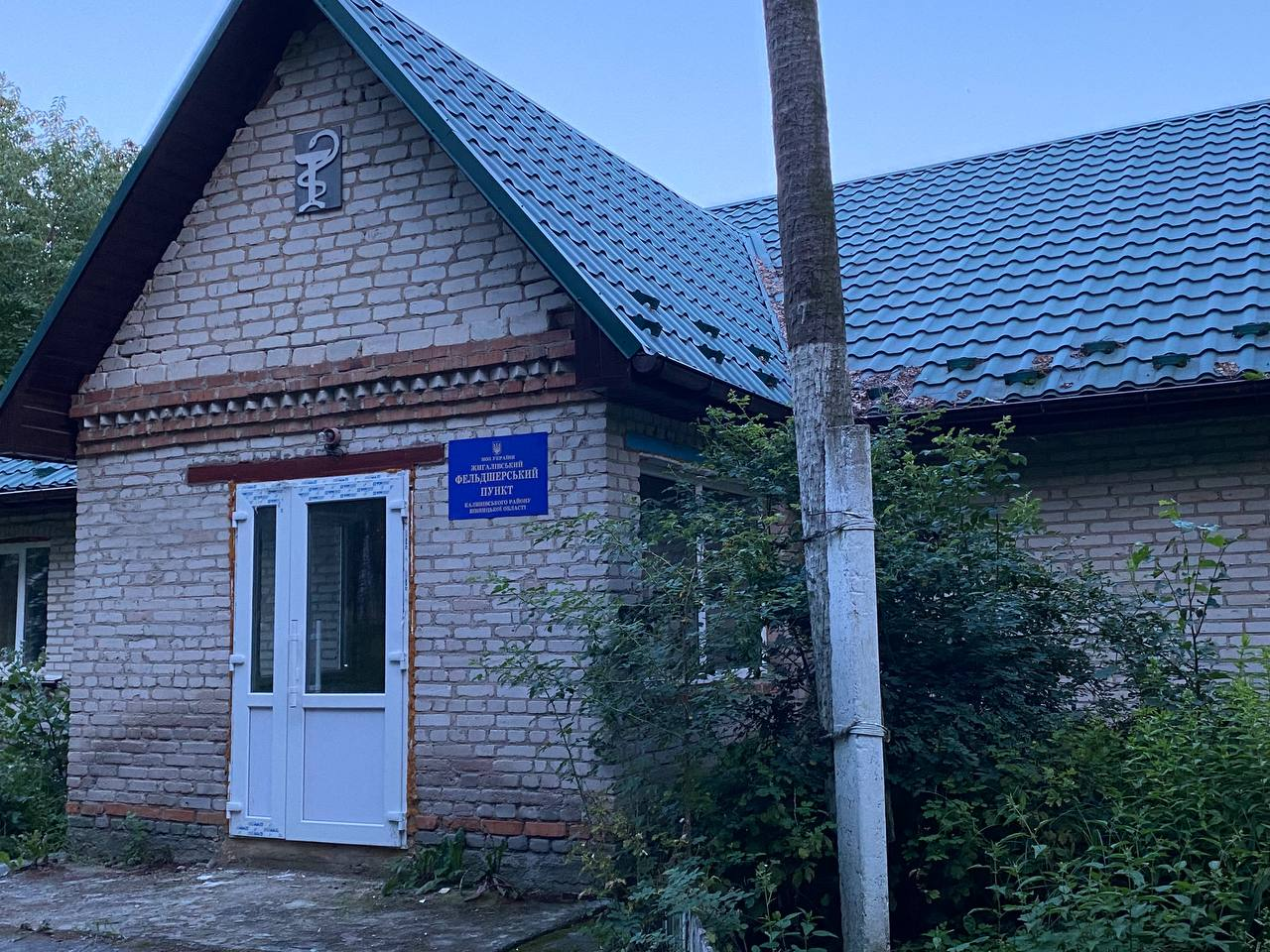
Фельдшерський пункт у селі Жигалівка
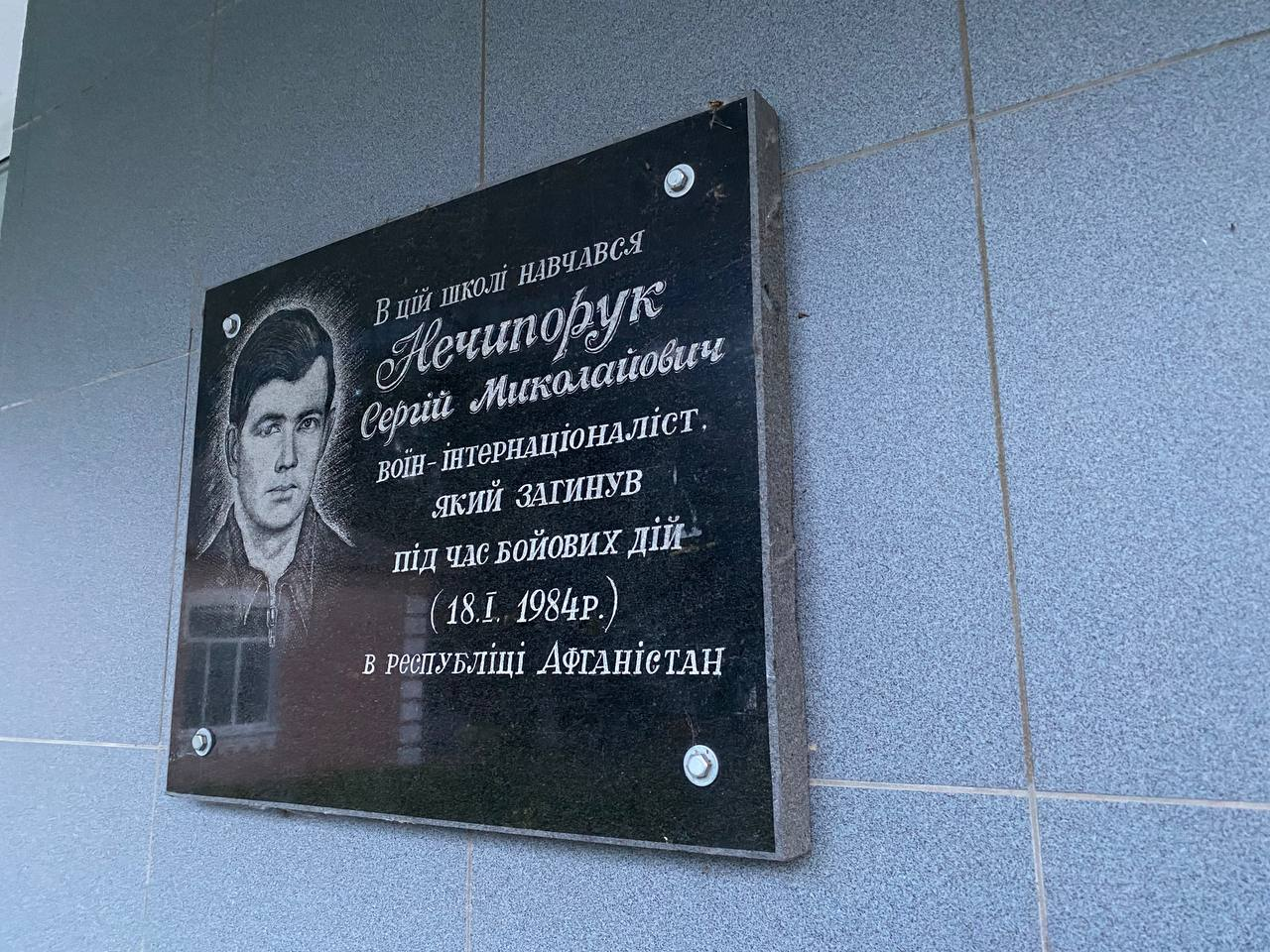
Меморіальна дошка учаснику бойових дій в Афганістані, Нечипоруку Сергію Миколайовичу
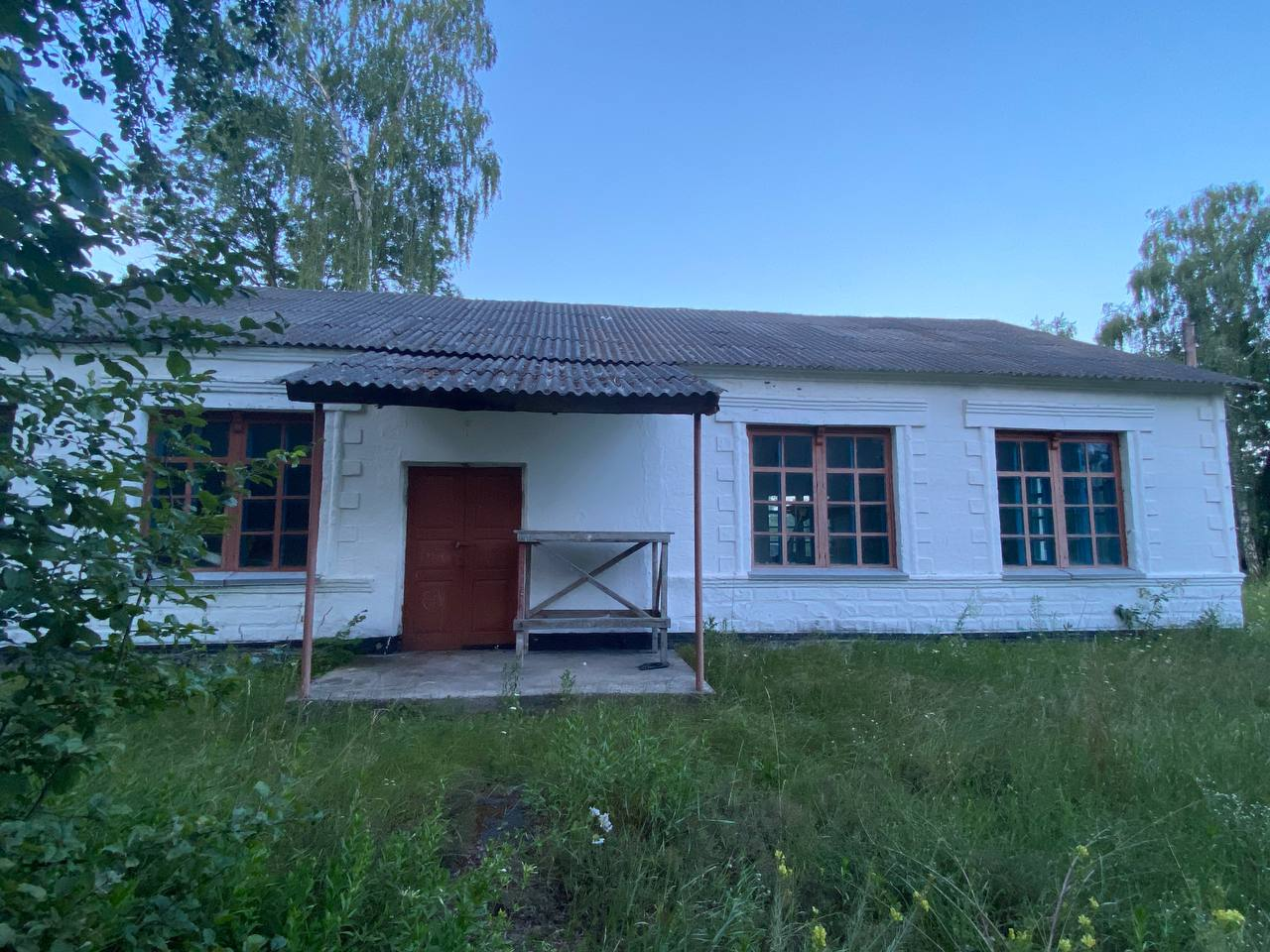
Стара школа в селі Жигалівка
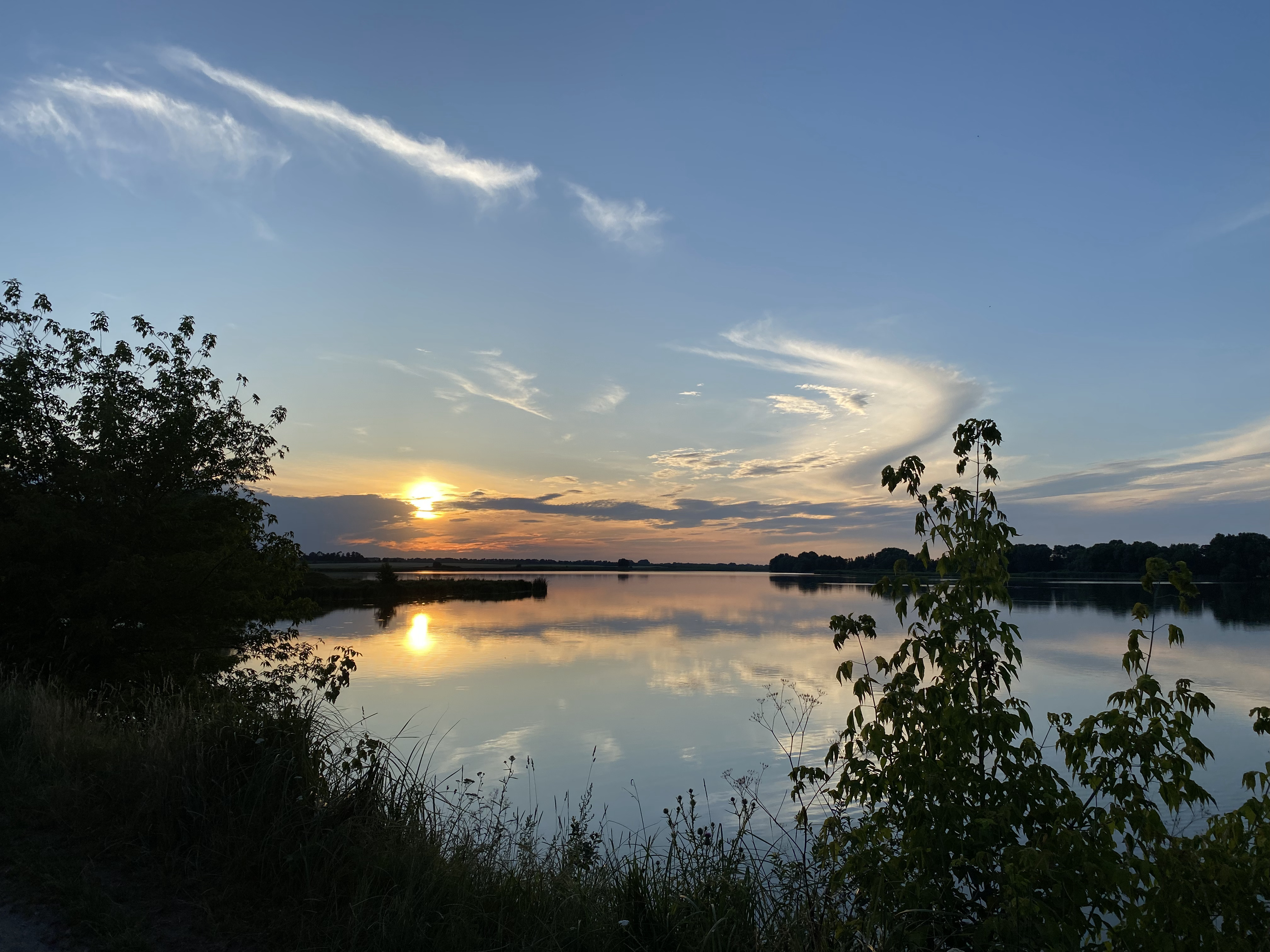
Вид на річку Сниводу влітку
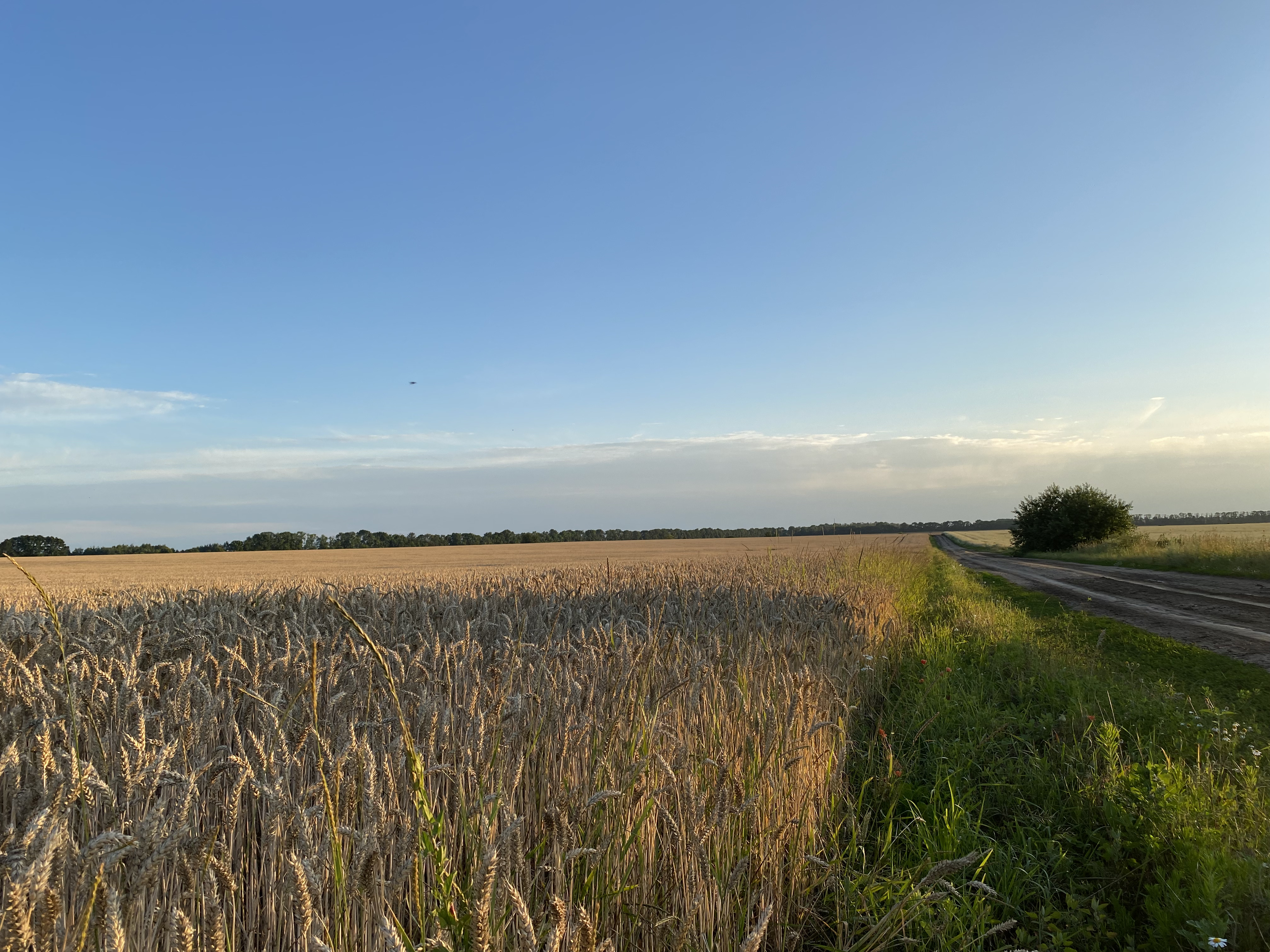
Пшеничні поля поблизу Жигалівки
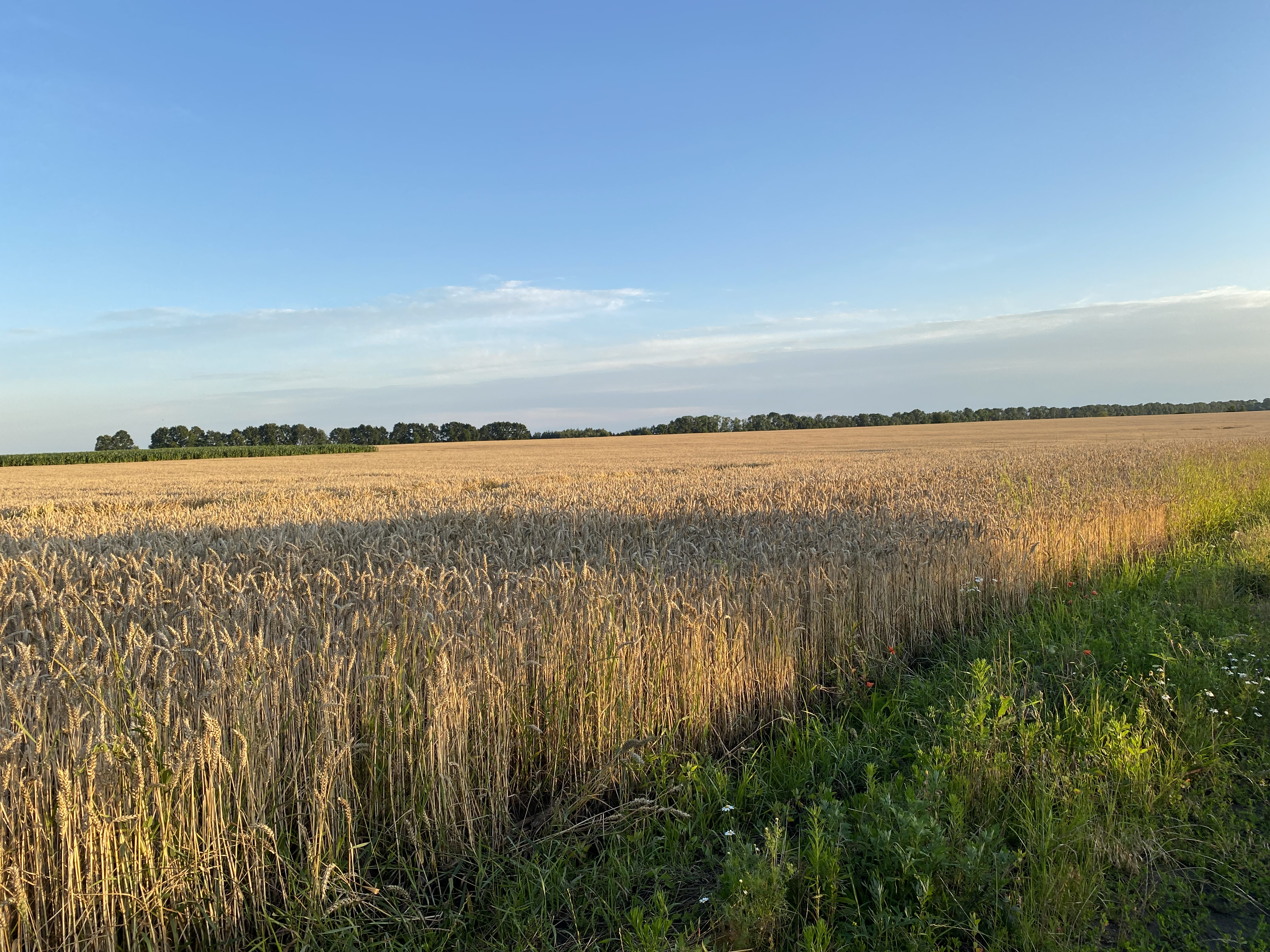
Золоте поле - картина, створена природою